# Treron waalia
Treron waalia é uma espécie de ave da família Columbidae.

## Distribuição geográfica
Pode ser encontrada nos seguintes países: Benin, Burkina Faso, Camarões, República Centro-Africana, Chade, República Democrática do Congo, Costa do Marfim, Djibouti, Eritreia, Etiópia, Gambia, Gana, Guiné, Guiné-Bissau, Quénia, Mali, Mauritania, Niger, Nigéria, Omã, Arábia Saudita, Senegal, Somália, Sudão, Togo, Uganda e Iémen.